# Hotoke Ike
Hotoke Ike (von japanisch 仏池) ist ein kleiner See an der Prinz-Harald-Küste des ostantarktischen Königin-Maud-Lands. Auf der Halbinsel Skarvsnes am Ostufer der Lützow-Holm-Bucht liegt im Südwesten des Kizahashi Beach. 
In diesem See wurden erstmals sogenannte Moossäulen (englisch moss pillars) der Gattung Leptobryum entdeckt. Japanische Wissenschaftler benannten ihn 2012 nach der in Japan geläufigen Bezeichnung für Buddha.